# A Chiara
A Chiara és una pel·lícula dramàtica del 2021 escrita i dirigida per Jonas Carpignano, la tercera pel·lícula de la trilogia ambientada en una ciutat de Calàbria, després de Mediterranea (2015) i A Ciambra (2017). La pel·lícula és protagonitzada per Swamy Rotolo, Claudio Rotolo, Grecia Rotolo i Carmela Fumo i es va estrenar al Festival de Cannes el 9 de juliol de 2021, a la secció de la Quinzena de Realizadors, amb crítiques molt positives. Després de la seva projecció al festival, la pel·lícula va ser distribuïda per MK2 Films i Lucky Red a Itàlia i Neon als Estats Units. A Espanya es va estrenar en sales l'abril del 2022.

## Trama
La família Guerrasio i amics es reuneixen per celebrar els divuit anys de la filla gran, Giulia. La festa transcorre amb gran animació i alegria, malgrat una certa rivalitat entre Giulia i l'altra germana de quinze anys, Chiara. Més tard aquella nit, un cotxe explota al carrer de la família i Chiara veu com el seu pare fuig. Tot canvia l'endemà quan el patriarca de la família desapareix i la mare fa com si no passés res. Chiara preocupada per la notícia i el silenci de la mare comença a fer preguntes sobre el pare i descobreix que té vincles amb la màfia calabresa. L'endemà, una treballadora social recull la Chiara a l'escola i la posa en una família d'acollida per protegir-la del seu entorn. Al final la noia ha de decidir quin tipus de futur vol per a ella mateixa.

## Repartiment
- Swamy Rotolo com a Chiara
- Claudio Rotolo com a Claudio
- Grecia Rotolo com a Giulia
- Carmela Fumo com a Carmela
- Giorgia Rotolo com Giorgia
- Antonio Rotolo com Antonio
- Vincenzo Rotolo com a Enzo
- Antonina Fumo com a Nina
- Giusi D'Uscio com a Giusi
- Patrizia Amato com a Patatina
- Concetta Grillo com a Celeste Tripodi
- Koudous Seihon
- Pio Amato
- Iolanda Amato

## Producció
El 19 de juny de 2019, es va anunciar que Jonas Carpignano havia de filmar la seva tercera pel·lícula, A Chiara, una continuació del seu llargmetratge de 2017 A Ciambra . El càsting estava en marxa i el rodatge va començar l'octubre de 2019 a Calàbria. La productora italiana Stayblack Productions i la francesa Haut et Court estaven van produir la pel·lícula amb el finançament de RAI Cinema, Arte France Cinéma i MIBACT. El 22 d'octubre de 2019, la pel·lícula es trobava entre les 16 característiques seleccionades per Eurimages per a un suport financer. El repartiment de la pel·lícula està format per la família Rotolo, encapçalada per Swamy Rotolo en el paper principal de Chiara.
El març de 2021 va començar la postproducció, amb MK2 Films a càrrec de les vendes internacionals de la pel·lícula i la distribució a Itàlia. El 18 de juliol de 2021, després de l'estrena premiada de la pel·lícula al Festival de Cannes, Neon va adquirir els drets de distribució nord-americans de la pel·lícula.

## Distribució
Es va estrenar internacionalment al Festival de Cannes 2021 a la secció de la Quinzena dels Directors el 9 de juliol de 2021. A Nord-amèrica es va estrenar Festival de Cinema de Nova York del 2021. També es va presentar al 55è Festival Internacional de Cinema de Karlovy Vary l'agost de 2021 com a part de la secció Horizons. A més, es va projectar al Festival de Cinema de Zuric i va guanyar un premi "Golden Eye" al Concurs de Llargmetratges el 2021.
La pel·lícula es va distribuir als cinemes per MK2 Films i Haut et Court Distribution a Itàlia i França, respectivament. Neon la va portar a le es sales dels Estats Units i Canadà i la plataforma Mubi al Regne Unit i Irlanda, Alemanya, Turquia i Amèrica Llatina. A Espanya l'ha distribuït Bteam Pictures i s'ha pogut veure a Filmin.

## Recepció

### Resposta crítica
Basada en 55 ressenyes, la pel·lícula té una valoració del 91% a Rotten Tomatoes, amb una valoració mitjana de 7,1/10. El consens crític del lloc diu: "La voluntat d'esquivar els tòpics i una actuació central hàbil ajuden a A Chiara a destacar en el gènere de la iniciació a l'edat adulta". A l'agregador de ressenyes Metacritic, la pel·lícula té una puntuació de 75 sobre 100 basada en 18 crítiques generalment favorables.
En una crítica positiva per a Variety, Jay Weissberg va escriure que "A Chiara permet a Carpignano l'oportunitat de dirigir la seva mirada generosa cap a un altre segment ignorat de la societat calabresa, un dels valors del qual -la família, el suport mutu- no es poden descartar perquè existeixin per damunt del sentit de l'ètica". També va destacar la fotografia i la partitura original, dient que "la càmera dinàmica de Tim Curtin està en sintonia amb l'energia adolescent de Chiara, i es mou entre la seguretat i el desequilibri. Carpignano utilitza la música per descriure amb força la vida de Chiara, encara que la seva omnipresència corre el risc de dirigir els estats d'ànim de la pel·lícula en lloc de fusionar-s'hi" David Rooney, ' The Hollywood Reporter, va qualificar la pel·lícula de Carpignano com "la seva pel·lícula més impactant i reeixida" i "una peça que mereix una segona visió".
En guanyar la Millor pel·lícula europea a la secció de la Quinzena de Realizadors al Festival de Cannes 2021, el jurat del Segell Europa Cinemas va dir:
"És una història molt ben estructurada de l'empoderament d'una jove i de la seva relació amb la família. La participació d'actors no professionals funciona molt bé i el disseny del so contribueix molt a la qualitat del film."Plantilla:Jonas Carpignano

### Reconeixements
| Premi                        | Data de la cerimònia | Categoria                                            | Destinataris | Resultat  | Ref(s) |
| ---------------------------- | -------------------- | ---------------------------------------------------- | ------------ | --------- | ------ |
| Festival de Cinema de Cannes | 15 de juliol de 2021 | Segell Europa Cinemas a la millor pel·lícula europea |              | Guanyador | [ 15 ] |